# Хермиона Грејнџер
Хермиона Џин Грејнџер (енгл. Hermione Jean Granger), измишљени је лик из Џ. К. Роулингиног серијала о Хари Потеру. Први пут се појављује у књизи Хари Потер и Камен мудрости као нови студент на путу за Хогвортс. Након што су је Хари и Рон спасили од планинског трола у женском тоалету, она се спријатељила са њима често користећи свој брзи дух, добро памћење и енциклопедијско знање да им помогне. Роулингова је објавила да Хермиона личи на њу у својим млађим годинама, са својом несигурношћу и страхом од неуспеха. Лик је добио мноштво признања и велику популарност, због чега је проглашена најбољим женским филмским ликом у анкети коју је часопис Холивуд репортер спровео међу професионалним холивудским глумцима у 2016. години.

## Развој лика
Хермиона Џин Грејнџер је нормалски рођена девојка, сврстана у Грифиндор, која постаје најбоља пријатељица са Роном Веслијем и Хари Потером. Џ. К. Роулинг наводи да је Хермиона рођена 19. септембра 1979. године, и да је имала 12 година када је први пут дошла на Хогвортс. Она је описана као надмоћна девојка која се истиче по својој интелигенцији и Роулингова је описује као „логички настројеног, честитог и доброг” лика. Роулингова додаје да су Хермиониони родитељи, два зубара нормалца, иако помало збуњени даром своје ћерке, ипак „веома поносни на њу”. Њени родитељи су, такође, добро упознали чаробни свет, посетивши Дијагон Алеју са њом. За Хермиону је првобитно замишљено да има сестру, али планирани лик се није појавио у првом роману, због чега је Роулингова рекла да је прекасно за приказивања лика након тога. Џ. К. Роулинг је у интервју из 2004. године потврдила да је Хермиона једино дете у породици.
Роулингова је Луну Лавгуд, лика који се појављује у каснијим деловима, описала као „Анти-Хермиону” јер су њих две толико различите. Хермионина најгора непријатељица је Пенси Перкинсон, слитеринска силеџијка која је заснована на правим девојкама које су задиркивале списатељицу романа током њених школских дана.
Роулингова је рекла да Хермионин лик носи неколико детаља из њене прошлости, рекавши: „Нисам хтела да Хермиону направим потпуно сличну мени, али она је... она је веома слична мени из младости”. Сетила се да су је у младости звали мала свезналица. Штавише, она изјављује да у Хермиони као и у самој списатељици постоји много несигурности и страх од неуспеха. Коначно, према Роулинговој, поред Албуса Дамблдора, Хермиона је савршено експонирајући лик; због њеног енциклопедијског знања, она увек може да објасни шта се дешава у Хари Потер универзуму. Роулингова такође наводи да је њена феминистичка савест приказана и код Хермионе, која је врло јака женска личност.

Хермионино име је преузето из Шекспировог позоришног комада „Зимска прича”, мада Роулингова наводи да та два лика имају мало тога заједничког. Роулингова је рекла да жели да њено име буде необично, јер ако мањи број девојака зна њено име, мањи број девојака би је задиркивао, и чини се да су јој њени родитељи, пар професионалних зубара који воле да докажу колико су паметни, дали необично име које се тешко изговара. Њено првобитно презиме је било Пакл, али се, према речима ауторке романа, није слагало уз име, па је Роулингова у књиге ставила презиме Грејнџер.